# El regreso del vampiro
El regreso del vampiro (The Return of the Vampire en el original) es una película de terror estrenada en 1944 por Columbia Pictures. Rodada en blanco y negro, describe dos encuentros de una mujer inglesa con un vampiro que tienen lugar durante la Primera Guerra Mundial y Segunda Guerra Mundial respectivamente.

## Resumen de la Trama
La película comienza con la voz del Narrador (Miles Mander) anunciando que 'los siguientes eventos se toman de las notas del profesor Walter Saunders del King College de Oxford'.
La primera escena tiene lugar por la noche en un cementerio rodeado de niebla. Un hombre lobo (Matt Willis) entra en una tumba y le dice a su 'Maestro' vampiro que es hora de despertar.
Una mano sale del ataúd y levanta la tapa. Aparece una sombra en la pared y la inconfundible voz de Bela Lugosi pide le informe lo que ocurrió mientras estaba dormido (durante la primera mitad de la película Lugosi sólo aparece como una sombra o una figura en la niebla). El hombre lobo responde que su víctima más reciente ha sido llevada a la clínica del Dr. Ainsley. 
Desconcertado por la anemia que muestra su paciente, Lady Jane Ainsley (Frieda Inescort), el Dr. Ainsley ha llamado al profesor Walter Saunders (Gilbert Emery). Mientras que está discutiendo sobre el paciente, dos niños entran. Son el hijo de Lady Jane, John y la nieta del profesor Saunders, Nikki.
Lady Jane y el profesor envían los niños a la cama y volver a su paciente. El vampiro, al encontrar que su víctima no está sola, ataca a Nikki en su lugar.
Después de la muerte del paciente, el profesor Saunders pasa el resto de la noche leyendo un libro sobre vampiros escrito hace doscientos años por Armand Tesla.
A la mañana siguiente, el profesor le muestra a Lady Jane las marcas de mordeduras en el cuello del paciente muerto y le dice que él cree que fueron causadas por un vampiro. Lady Jane es escéptica hasta que descubre marcas de mordeduras similares en cuello de Nikki. 
El profesor Saunders y Lady Jane van al cementerio en busca del ataúd del vampiro. Cuando están acerca de atravesar con una estaca su corazón, el hombre lobo regresa e intenta detenerlos; pero una vez que el vampiro es atravesado, el hombre lobo regresa a su forma humana.
La historia da un salto de 24 años. El profesor Saunders acaba de morir y su relato de los eventos se encuentra entre sus pertenencias. Sir Fredrick Fleet (Miles Mander) se sienta en su oficina en Scotland Yard a leer el manuscrito del profesor. 
Sir Frederick le dice a Lady Jane que tiene la intención de encontrar el cuerpo del hombre que ella y el profesor Saunders atravesaron. Si realmente el hombre estaba vivo cuando le atravesaron, Lady Jane sería culpable de asesinato.
Lady Jane le dice a Sir Frederick que el hombre que ella y el profesor estacaron tenía doscientos años. Este no es otro que Armand Tesla, cuya fascinación permanente con los vampiros terminó por convertirlo en uno mismo.
La escena cambia a la clínica de Lady Jane. Su hijo, John y la nieta de profesor Saunders, Nikki, ahora son adultos y planean casarse. Es la Segunda Guerra Mundial, y Nikki (Nina Foch) se encuentra con uniforme militar. John (Roland Varno) está vestido de civil, habiendo recibido la baja de la RAF debido a una herida de guerra. 
Cuando ella y John están solos, Lady Jane le dice acerca de su reunión con Sir Frederick. John le pregunta si ella está preocupada sobre ser arrestada por asesinato. Lady Jane dice que cuando Sir Frederick encuentre cuerpo de Tesla, podrá ver que no ha descompuesto. Esto probara que Tesla era un vampiro. Acuerdan no decir nada a Nikki acerca de esto. No quieren recordarle sus traumas de infancia cuando ella fue mordida por el vampiro.
Mientras que están hablando, Andréas entra. Solía ser un hombre lobo sirviente de Tesla. Liberado del poder del vampiro, se ha vuelto humano y ahora es ayudante de Lady Jane en la clínica. Andréas está visiblemente molesto cuando escucha que el cuerpo del vampiro va a ser exhumado.
Durante un ataque aéreo, una bomba cae en el cementerio. Los sepultureros son asignados a re-enterrar los ataúdes expuestos por las explosiones. Cuando encuentran cuerpo de Tesla, piensan que la estaca clavada en su corazón era un fragmento de una bomba y la sacan.
De regreso a la clínica, Lady Jane dice a Andréas que Hugo Bruckner, un famoso científico, ha escapado de un campo de concentración nazi y viene a Inglaterra a trabajar con ella. Ella envía a Andréas para encontrarse con el barco del Dr. Bruckner y traerlo a la clínica.
En su camino para encontrarse con Bruckner, Andréas ve al vampiro resucitado. Ahora, por primera vez, la audiencia ve cara de Lugosi. Fijando en Andréas sus ojos hipnóticos, el vampiro le dice que él fue el responsable de la muerte de profesor Saunders. Ahora él tendrá su venganza en Lady Jane.
Andréas, una vez más bajo el poder de Tesla, se convierte en un hombre lobo. Siguiendo las órdenes del vampiro, mata a Bruckner y Tesla toma su lugar.
A la mañana siguiente, Sir Frederick y Lady Jane llegan hasta el cementerio en busca de la tumba de Tesla. Cuando encuentran que nada queda de ella más que un agujero donde cayó la bomba, Sir Frederick declara que el caso está cerrado.
Esa noche, Lady Jane organiza una fiesta para celebrar el compromiso de John y de Nikki. Sir Frederick llega con el manuscrito de profesor Saunders. Le pide a Lady Jane si pudiera darle el manuscrito a Nikki, pues ella es la nieta del profesor y por tanto su única heredera. Lady Jane toma el manuscrito y lo guarda en un cajón porque ella no quiere que Nikki recuerde sus traumas de infancia.
Tesla llega, fingiendo ser Bruckner. Encanta a todos excepto a Sir Frederick, quien parece sospechar de él.
Lady Jane descubre que el cajón ha sido forzado y el manuscrito del profesor robado. Ella llama a Sir Frederick. El encuentra algunos pelos pegados en el cajón y los pone en su bolsillo. Arriba, Nikki encuentra el manuscrito tirado al lado de su cama y comienza a leer. Más tarde, oye la voz de Tesla llamándola. Ella pregunta quién es, y él responde que ella ya lo sabe.
A la mañana siguiente, John y Lady Jane encuentran a Nikki tendida inconsciente en el piso de su dormitorio. John se preocupa cuando ve las marcas de mordeduras en el cuello de Nikki, pero Lady Jane le asegura que todo va a estar bien.
Lady Jane vuelve al cementerio y habla con los sepultureros. Les pregunta si encontraron un cuerpo con una estaca clavada en él. Ellos mencionan que sacaron la estaca y lo enterraron de nuevo, pero que ahora está desaparecido.
Ella le dice esto a Sir Frederick, pero el descarta la idea porque él no cree en vampiros. En su lugar asigna dos hombres de incógnito para que se vuelvan la sombra de Andréas. Mientras los dos hombres lo siguen, Andréas se convierte en un hombre lobo. Él huye, dejando caer el paquete que llevaba. 
Los dos hombres toman el paquete y lo llevan a Sir Frederick, quien lo abre y encuentra que contiene los efectos personales del real Hugo Bruckner. Sir Frederick confirma sus sospechas sobre Bruckner/Tesla. Mientras que Sir Frederick examina el contenido del paquete, viene otro hombre. Dice que un análisis de laboratorio de los pelos que Sir Frederick ha encontrado en el de cajón sin pelos del lobo. 
Esa noche, mientras Nikki duerme, Tesla la llama nuevamente. Le ordena ir al dormitorio de John. A la mañana siguiente, Lady Jane encuentra a John tirado en el piso de su dormitorio con marcas de mordeduras en el cuello. Nikki está convencida de que ella se está convirtiendo en un vampiro, pero Lady Jane le dice que Tesla mordió a John, con la esperanza de hacerle creer que lo hizo a Nikki.
Sir Frederick y Lady Jane interrogan a Andréas sobre el paquete. Sus manos se empiezan a tornar en garras peludas, pero antes de que termine su transformación en un hombre lobo, él huye. Sir Frederick asigna los mismos dos hombres para a seguir a Bruckner/Tesla, pero el vampiro los elude.
Bruckner/Tesla va a la Casa Ainsley y permanece en las sombras, viendo a Lady Jane mientras ella toca el órgano. Le dice que ahora que ella ya sabe quién es el realmente, tendrá al fin su venganza. Él convertirá a Nikki en una vampira y entonces ella hará lo mismo con John. Lady Jane arroja la partitura, revelando una cruz en el órgano. El vampiro desaparece.
Tesla llama de nuevo a Nikki. Ella se levanta de la cama, deja a su dormitorio y camina por las escaleras. Abajo, Sir Frederick y Lady Jane nuevamente están argumentando la existencia de vampiros. Cuando ven Nikki bajando las escaleras, dejan de discutir y deciden seguirla. Nikki va al cementerio, donde Tesla y Andréas (que ahora ha completado su transformación en un hombre lobo) están esperando por ella. La sirena de ataque aéreo suena y empiezan a caer las bombas. Nikki se desmaya. El hombre lobo le recoge y trata de llevarla a un sitio seguro cuando Sir Frederick le dispara. El hombre lobo herido baja hacia la tumba, llevando a la Nikki inconsciente. El la deja en el suelo y pide ayuda a Tesla. El vampiro dice que ya no lo necesita y le dice a Andréas que se arrastre a una esquina y muera. El hombre lobo obediente se arrastra a una esquina, donde encuentra un crucifijo. Lo recoge y vuelve a su forma humana. 
Una explosión llena la pantalla, lo que indica que una bomba ha golpeado el cementerio. Cuando Nikki despierta, ve a Andréas arrastrar a un Tesla inconsciente fuera de la tumba. Ahora está amaneciendo, y el vampiro comienza a descomponerse a la luz del día. Tras la muerte de Tesla, Andréas muere también de su herida de bala. Mientras tanto, Sir Frederick y Lady Jane se habían refugiado de las bombas y continuaron discutiendo. Ahora se apresuran hacia el cementerio y encuentran a Nikki, quien les dice que Andréas la salvó.
Lady Jane pregunta a Sir Frederick si ahora cree en vampiros. Dice que él es todavía un incrédulo. Él se dirige a los dos hombres que había mandado de incógnitos y les pregunta: "Compañero, ustedes no creerán en vampiros, ¿cierto?" Para su sorpresa, ellos responden que si creen. Luego se enfrenta a la cámara y le pregunta "¿Y ustedes?"

## Reparto
- Bela Lugosi
- Frieda Inescort
- Nina Foch
- Miles Mander
- Roland Varno
- Matt Willis

## En la Cultura Popular
Esta película se menciona en el episodio #104 de la serie Sanford and Son # 104 ("El TV Addicto") donde Fred G. Sanford está mirando un programa de televisión con su amigo Grady Wilson. La película es mencionada y Grady dice que hay un final sorpresa a lo que Fred dice señala que le gustan los finales sorpresa. A continuación, Grady le dice "si te gustan los finales sorpresa, chico realmente va a gustarte este." y pasa a contarle el final, lo que enfurece a Fred. En ese momento, Fred arroja un plato de patatas fritas en cabeza de Grady para mostrar su consternación por haberle estropeado el final sorpresa de la película. Los primeros planos de la película, que muestran al hombre lobo caminando a través de un cementerio, fueron usados para el videoclip de la canción "The Number Of The Beast" del álbum homónimo de 1982, de la banda británica Iron Maiden.